# Wolne i otwarte oprogramowanie

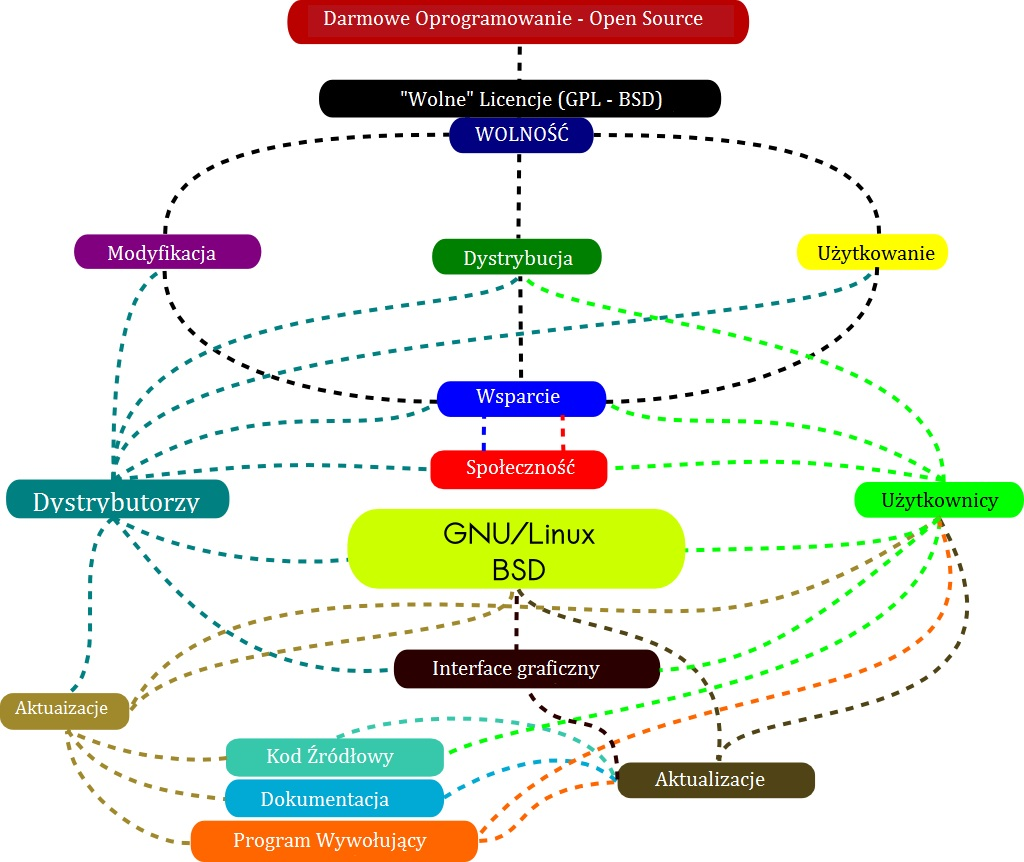
Koncepcyjna mapa FLOSS

Wolne i otwarte oprogramowanie, WiOO (ang. free and open-source software, FOSS lub free/libre open-source software, FLOSS) – nazwa oprogramowania, obejmująca zarówno wolne oprogramowanie (ang. free software) jak i otwarte oprogramowanie (ang. open-source software), używana najczęściej w dokumentach urzędowych i oficjalnych analizach.
W praktyce każdy program na licencji zgodnej z definicją Free Software Foundation jest jednocześnie zgodny z bardziej liberalną definicją Open Source Initiative (definicja otwartego źródła). Jednak różnice w założeniach obu definicji powodują, że nurt związany z FSF i projektem GNU obstaje przy odróżnianiu wolnego oprogramowania (aspekt prawny/ideowy) od otwartego oprogramowania (aspekt techniczny).
W zależności od kontekstu skrót WiOO może dotyczyć zarówno obu nurtów ruchu (społeczność), obu typów definicji licencji na oprogramowanie (prawo, filozofia), zbioru oprogramowania na tych licencjach (informatyka) lub kombinacji tych składników.

## Wolne oprogramowanie
Definicja wolnego oprogramowania stworzona przez Richarda Stallmana i przyjęta przez Free Software Foundation (Fundacja Wolnego Oprogramowania) obecnie definiuje wolne oprogramowanie na podstawie czterech wolności, które muszą zostać udzielone odbiorcom:
- wolność uruchamiania programu, w dowolnym celu (wolność 0)
- wolność analizowania jak program działa i dostosowywania go do swoich potrzeb (wolność 1)
- wolność rozpowszechniania kopii, byście mogli pomóc sąsiadom (wolność 2)
- wolność udoskonalania programu i publicznego rozpowszechniania własnych ulepszeń, dzięki czemu może z nich skorzystać cała społeczność (wolność 3).

Termin „wolne oprogramowanie” w angielskim tłumaczeniu jest problematyczny, ponieważ słowo „wolne” (ang. free) oznacza zarówno „wolny”, jak i „bezpłatny”. Kwestię tę rozwiązuje słynny cytat Stallmana, wykorzystywany często przez Free Software Foundation “free” as in “free speech” not as in “free beer” (wolne jak wolność wypowiedzi, nie jak darmowe piwo).

## Otwarte oprogramowanie
Definicja otwartego źródła używana jest przez organizację Open Source Initiative w celu określenia, czy licencja danego programu może zostać uznana za otwarte oprogramowanie. Została stworzona na podstawie Wytycznych Debiana dotyczących wolnego oprogramowania napisanych i dostosowanych przez Bruce’a Perensa.